# Bibliothèque publique et itinérance

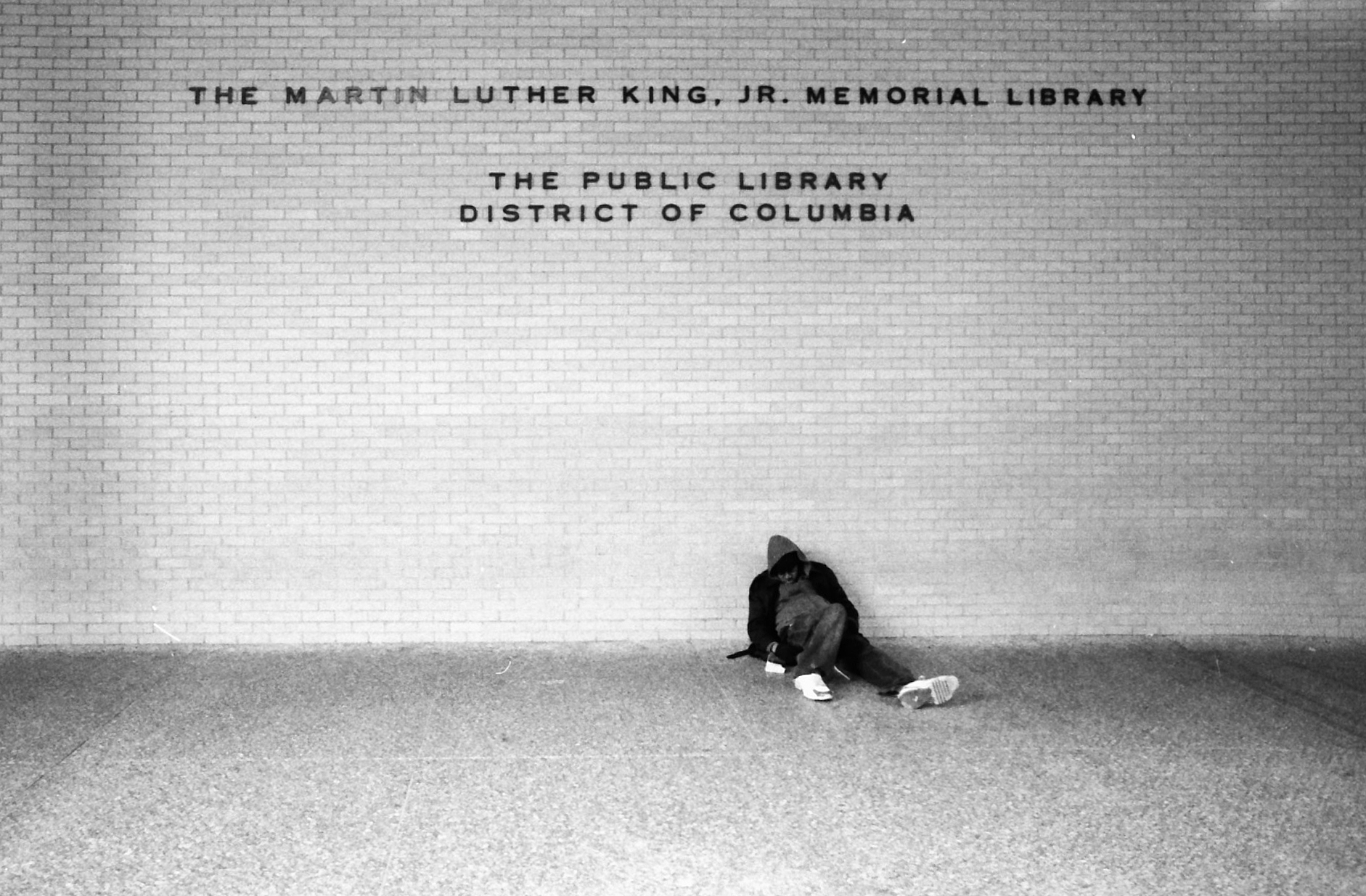
Un homme assis contre un mur à la bibliothèque commémorative Martin Luther King, Jr., dans le quartier Penn Quarter de Washington, D.C., États-Unis (Alexander Barth, janvier 2008).

À l’échelle mondiale, en raison de leurs conditions de vie — de leur état de santé mentale et physique, des préjugés, des stéréotypes et des attitudes stigmatisantes — les personnes en situation d’itinérance (ou sans abri) font face à une série d’obstacles en termes d’accès aux services des bibliothèques publiques. L'itinérance (ou sans-abrisme) représente un fait public qui touche des dizaines de millions de personnes dans tous les contextes sociaux.

## Contexte international
En 2005, un rapport à la Commission des droits de l'homme des Nations Unies (UNCHR) estimait qu'environ 100 millions de personnes dans le monde étaient sans abri et que plus d'un milliard de personnes étaient mal logées. Dans un article paru en 2009, Graham Tipple et Suzanne Speak, indiquent que les outils disponibles ne permettent pas de mesurer le nombre d’itinérants avec précision. En admettant que les marges sont trop larges à toutes fins pratiques, des hypothèses générales leur permettent, néanmoins, d’estimer qu’entre 3,8 et 216 millions de personnes seraient sans-abri, qu’entre 33,6 et 179 millions de personnes vivraient dans la rue et qu’entre 41,6 et 730 millions de ménages vivraient dans des logements inadéquats,.
Les bibliothèques publiques sont situées dans des lieux centraux, au cœur des communautés. Elles rassemblent et fournissent des ressources essentielles pour les populations, et sont donc appelées à jouer un rôle majeur en termes d’atténuation des effets de l'itinérance et de la pauvreté, pour éventuellement y remédier. Les bibliothèques publiques conçoivent des politiques et des règlements qui tiennent compte des situations d’itinérance, mettent en œuvre des formations pour les employés et s'engagent dans la sensibilisation.
Une des conditions importantes pour des services efficaces et durables est la mise en place de réseaux auxquels participent tous les acteurs concernés afin de travailler directement avec les personnes en situation d’itinérance. Les bibliothèques publiques contribuent de plus en plus à ces réseaux en formant des partenariats avec les milieux communautaires, les organisations gouvernementales ou professionnelles ainsi qu’avec des organismes à but non lucratif.
Les besoins et les caractéristiques principales des personnes en situation d’itinérance, ainsi que les manières dont les bibliothèques répondent à ces besoins nécessitent le développement continu de lignes directrices spécifiques sur le plan international qui encadrent et favorisent le développement d’initiatives, de ressources, de programmes et de services destinés aux personnes itinérantes dans le contexte des bibliothèques.
Depuis 2014, l’Institute of Global Homelessness (IGH) sert de plateforme centrale de support des efforts internationaux de prise en charge de l’itinérance informée par des recherches axées sur les meilleures pratiques et les politiques publiques.
Dans le rapport du Rapporteur spécial de l’ONU sur le droit à un logement convenable, présenté à la Troisième Commission de l'Assemblée générale de l’ONU en 2015, l’itinérance est reconnue comme une crise des droits de la personne en termes de stigmatisation sociale, de discrimination, de violence et de criminalisation. Le rapport signale que les groupes sociaux à risque d’itinérance sont les femmes, les enfants, les familles avec des enfants, les migrants et les réfugiés, les personnes autochtones et les personnes en situation de handicap. La Rapporteuse spéciale souligne que la résolution de cette question requiert une action internationale d’urgence, la collaboration des organisations gouvernementales et des ONG dans différents secteurs de la société (santé, services sociaux, éducation, culture, etc.),.
En août 2017, dans le cadre de sa Section des services de bibliothèques aux personnes avec des besoins particuliers (Library Services to People with Special Needs/LSN), la Fédération internationale des associations et institutions de bibliothèques (IFLA) publie des lignes directrices spécifiques sur les services de bibliothèque aux personnes en situation d'itinérance (IFLA ; Guidelines for Library Services to People Experiencing Homelessness).

### Objectifs de développement durable
Le premier objectif de l'Agenda 2030 des Nations Unies pour le développement durable est de mettre fin à la pauvreté sous toutes ses formes et partout. Bien que les personnes en situation d’itinérance ne soient pas explicitement mentionnées dans les Objectifs de développement durable (ODD) celles-ci sont concernées car l'itinérance est une conséquence extrême et complexe de la pauvreté. De fait, les bibliothèques publiques sont des alliées naturelles dans la lutte à la pauvreté puisqu’elles contribuent à un accès égal à l'information, aux compétences et aux connaissances. Selon le Conseil international des sciences sociales et le Conseil international des sciences, les cibles de l'ODD1, « mettre fin à la pauvreté sous toutes ses formes partout », doivent être priorisées. L'ODD1 est fondamental et la réalisation de ses cibles dépend de la réalisation de la plupart des autres ODD,.
En juillet 2016, la Fédération internationale des associations et institutions de bibliothèques (IFLA) publie un document qui met en évidences les nombreuses initiatives et contributions des bibliothèques aux Objectifs de développement durable (ODD) à travers le monde,.
Les bibliothèques occupent une place essentielle dans l’écosystème de ce partenariat mondial, comme en témoignent des exemples de meilleures pratiques de services de bibliothèques pour les personnes en situation d'itinérance dans le monde entier.

## Droits de la personne et itinérance dans les bibliothèques publiques
Les droits des personnes en situation d’itinérance — dont les droits fondamentaux sont fréquemment menacés et bafouées, y compris les droits à un logement convenable, à la santé, à l'éducation et au travail — ces droits, sont notamment défendus par les bibliothèques publiques, dans le cadre du droit à l’information et du droit de participation à la vie culturelle. Ces droits relèvent des pactes internationaux de l’ONU relatifs aux droits civils et politiques (PIDCP) et aux droits économiques, sociaux et culturels (PIDESC). Ces pactes font partie intégrante de la Charte internationale des droits de l'homme, conjointement avec la Déclaration universelle des droits de l’homme.

### Droit à l’information
L’article 19, paragraphe 2, du Pacte international relatif aux droits civils et politiques (PIDCP); l’article 13, paragraphe 1, de la Convention relative aux droits de l'enfant ; l’article 21 de la Convention relative aux droits des personnes handicapées ; stipulent que : 

« Toute personne a droit à la liberté d'expression; ce droit comprend la liberté de rechercher, de recevoir et de répandre des informations et des idées de toute espèce, sans considération de frontières, sous une forme orale, écrite, imprimée ou artistique, ou par tout autre moyen de son choix. »

Les instances des droits de la personne de l’ONU ont établi que « la liberté d’information » est « en fait un droit à l’information » et, par conséquent, « un droit en tant que tel ».
Le droit à l’information des personnes en situation d’itinérance est garant de leur accès à des programmes d’éducation, à des offres d’emploi, à des services de santé, à des opportunités de logement, etc..

### Droit de participer à la vie culturelle
Le droit de prendre part à la vie culturelle est garanti par l’article 15 du Pacte international relatif aux droits économiques, sociaux et culturels (PIDESC), ce qui implique notamment une obligation légale d’« accès garanti pour tous, sans discrimination fondée sur la situation financière ou toute autre considération de condition sociale, aux musées, bibliothèques, cinémas, théâtres et activités, services et manifestations à caractère culturel ».